# Orthrosanthus chimboracensis
Orthrosanthus chimboracensis là một loài thực vật có hoa trong họ Diên vĩ. Loài này được (Kunth) Baker miêu tả khoa học đầu tiên năm 1876.